# 中重勝
中重 勝（なかしげ まさる、1963年9月28日 - ）は広島県三次市出身のライフル射撃選手。アトランタ五輪、シドニー五輪、アテネ五輪代表。広島県警。三次高等学校卒業。

## 略歴
- 1996年 アトランタオリンピックで五輪初出場し、エアピストルで48位、フリーピストルで11位。
- 2000年 シドニーオリンピックの10mエアピストルで25位、フリーピストルで14位。
- 2003年 ワールドカップ杯の10mエアピストルで5位。
- 2004年 アテネオリンピックの10mエアピストルで23位、50mピストルで38位。
- 2007年 アジア射撃選手権大会で8位。